# Slag bij Galveston
De Slag bij Galveston vond plaats op 1 januari 1863 bij Galveston, Texas tijdens de Amerikaanse Burgeroorlog. De Zuidelijke strijdmacht onder leiding van generaal-majoor John B. Magruder verjaagde de Noordelijke bezettingsmacht uit de stad.

## De slag
Generaal-majoor John B. Magruder kreeg op 29 november 1862 het bevel over de Zuidelijke strijdkrachten in Texas. De herovering van Galveston was de topprioriteit. Rond 03.00u op nieuwjaarsdag 1863 liet hij vier kanonneerboten de Noordelijke bezettingsmacht beschieten. Kort daarop viel de Zuidelijke infanterie de stad binnen. Het Noordelijke garnizoen bestond uit drie compagnies van de 42nd Massachusetts Volunteer Infantry Regiment onder leiding van kolonel Isaac S. Burrel. Alle soldaten werden gedood of gevangengenomen. Alleen de adjudant van het regiment kon ontkomen. De Zuidelijken veroverden de Harriet Lane en een schoener. Het vlaggenschip van commodore Renshaw liep vast op een zandbank rond 10.00u. Deze werd door de Noordelijken opgeblazen voor het in vijandelijke handen terecht kon komen. Galveston was opnieuw in Zuidelijke handen. Toch bleef de haven geblokkeerd door de Noordelijke marine.